# تجربة إيفري ومكلاود ومكارتي

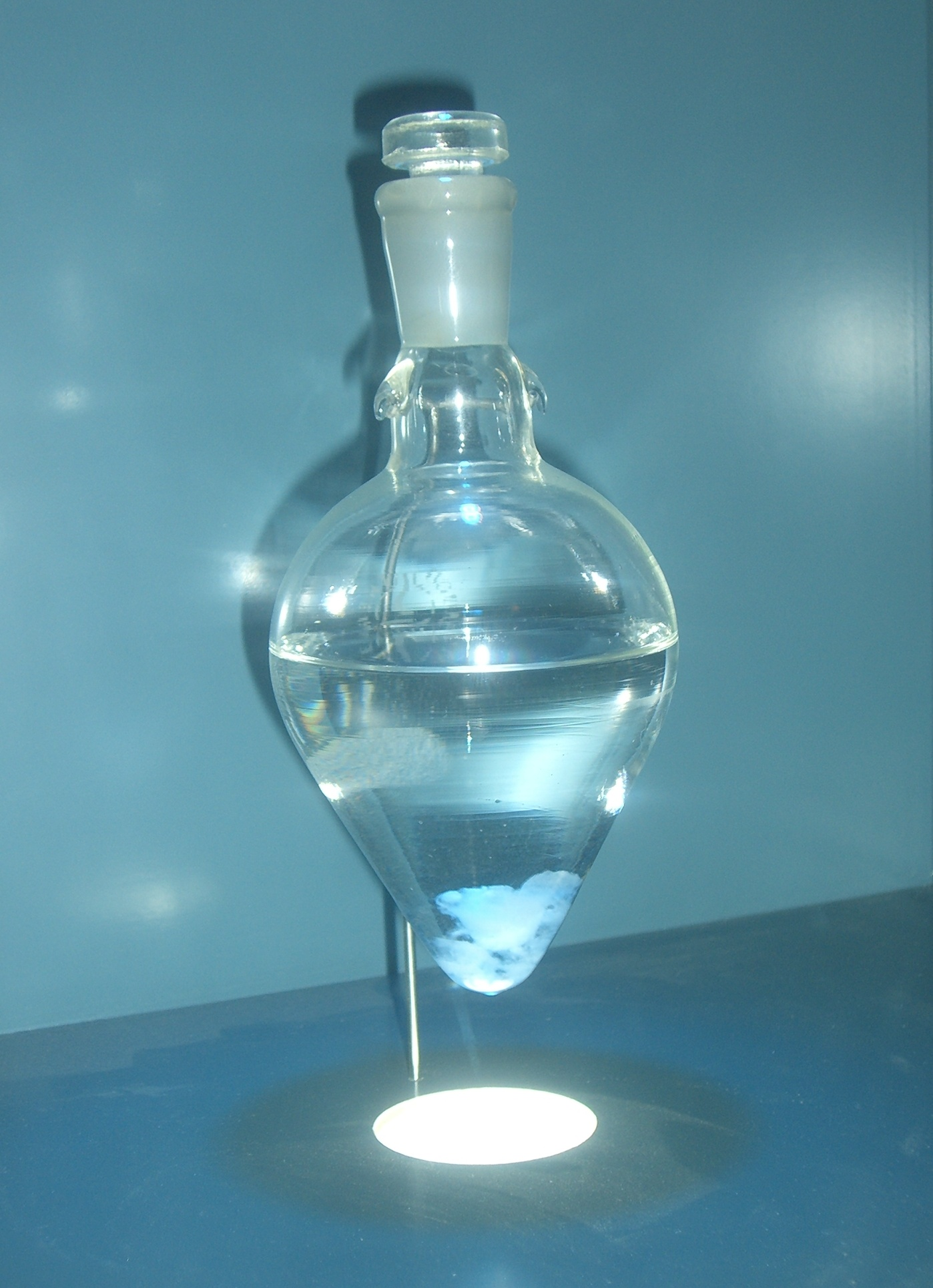
استعمل إيفري ومكلاود ومكارتي سلاسلا من الحمض النووي الريبوزي منزوع الأكسجين المُنقّح مشابهة لهذه، ومُترسّبة عن محاليل مكونات الخلية، وذلك لإجراء تحوُّلات بكتيرية.

تجربة إيفري ومَكلاود ومَكارتي برهنة تجريببة قام بها آزوُولد إيفري وكولن مكلاود وماكلن مكارتي سنة 1944، لإثبات أن الحمض النووي الريبوزي منزوع الأكسجين هو المادة المسببة للتَّحَوُّل البكتيري، وذلك في زمان ساد الاعتقاد فيه بأن البروتينات هي المادة الحاملة للمعلومة الوراثية (وكلمة «بروتين» في حد ذاتها صيغَتْ وفق اعتقاد أن وظيفته أساسية، بمعنى أنه الحامل للحياة، الناقل للصفات الوراثية). شكّلت هذه التجربة ذُروة الأبحاث في الثلاثينيات ومطلع القرن الـ 20 بمعهد روكفلر للبحث الطبي الرامية لتنقيح وتبيان خصائص «المبدأ المُحَوِّل» المسؤول عن ظاهرة التَّحَوُّل التي وُصِفت لأول مرة في تجربة غرِفيث سنة 1928. في ورقتهم البحثية «دراسات حول الطبيعة الكيميائية للمادة المحفزة للتحول عند أنواع المكورة الرئوية: استحثاث التحول بواسطة جزء من الحمض الريبوزي منزوع الأكسجين مستخلص من المكورة الرئوية من النوع الثالث» المنشورة في إصدار فبراير 1944 لجريدة الطب التجريبي، اقترح إيفري وزملاؤه أن الحمض النووي الريبوزي منزوع الأكسجين قد يكون المادة الوراثية للبكتيريا بدلا من البروتينات كما كان يُتصوّر في ذلك الوقت، وقد يكون مماثلا للجينات و/أو الفيروسات في الكائنات العليا.